# Песниця
Песниця (словен. Pesnica) — Словенська річка, яка бере свій початок на висоті 430 м над рівнем моря в селі нім. Pößnitz в Австрії як ліва притока річки Драва, в яку впадає при Орможу на висоті 190 м. Її басейн — 556 км². Через територію Словенії тече 65 км Песниці. У минулому річка часто виходила з берегів, тому села не створювалися в безпосередній близькості. 
Песниця має найбільший приток води в березні та листопаді, найнижчий — у посушливі періоди, в основному в серпні і вересні. Річка є домом для багатьох видів риб: окунь, судак, сом, короп та ін. Басейн річки є домівкою для більш ніж 50 видів птахів. У деяких частинах річки живе видра.